# Dinton
Dinton es una localidad situada en el condado de Wiltshire, en Inglaterra (Reino Unido), con una población estimada a mediados de 2016 de 739 habitantes.
Está situado en el sur del condado, a 10 kilómetros al oeste de la antigua ciudad de Salisbury en la carretera B3089.